# Ogcodes dispar
Ogcodes dispar är en tvåvingeart som först beskrevs av Macquart 1855.  Ogcodes dispar ingår i släktet Ogcodes och familjen kulflugor. Inga underarter finns listade i Catalogue of Life.